# جیلینگهم، نورفک
جیلینگهم (به انگلیسی: Gillingham) یک روستا و محله مدنی در بریتانیا است که در South Norfolk واقع شده‌است. جیلینگهم ۸٫۲۱ کیلومتر مربع مساحت و ۶۷۶ نفر جمعیت دارد.